# Ciucaș-bjergene
Ciucaș-bjergene (rumænsk: Munții Ciucaș, ungarsk: Csukás-hegység) er en bjergkæde i Rumænien. Det ligger i den nordlige del af distriktet Prahova og rækker over grænsen til distriktet Brașov.
Den højeste top er Vârful Ciucaș er på 1.954 moh.; andre toppe er Gropșoare på 1883 moh., Tigăile Mari på 1844 moh. og Zăganu på 1817 moh. Området består af to højderygge - Ciucaș-Bratocea-ryggen i sydvest-nordøstlig retning og Gropșoarele-Zăganu-ryggen i nordvest-sydøstlig retning - forbundet af sadlen dannet af Chirușca-toppen. Ciucaș-ryggen er mod nord og omfatter Ciucaș-toppen, mens Bratocea-ryggen er mod syd og har en længde på over 5 km.
Udløbene af floderne Buzău, Teleajen, Tărlung og mange andre ligger i disse bjerge.
I Rumænien betragtes Ciucaș-bjergene som en del af subkarpaterne, en del af de ydre østlige Karpater.